# Extermination (videogioco 1987)
Extermination (エクスターミネーション?, Ekusutāminēshon) è un videogioco arcade di genere sparatutto a scorrimento verticale, edito dalla Taito nel 1987.
È stato emulato per la prima volta nel 2024 sul Taito Egret II Mini, un cabinato miniaturizzato dedicato al retrogaming contenente circa settanta preinstallati classici della compagnia.

## Trama
Nell'anno 2026, l'umanità è a rischio estinzione a causa dell'invasione di esseri mutanti creati dagli umani stessi. Ora tocca ai due eroi superstiti annientarli tutti e salvare le uniche due donne in cattività, per una nuova generazione di Adamo ed Eva.

## Modalità di gioco
Il giocatore controlla il proprio eroe attraverso gli otto livelli di cui Extermination si compone. L'obiettivo è quello di eliminare col raggio laser emanato dal suo fucile tutti i mutanti che incrocia lungo il cammino. Alla fine di un livello lo aspetta un boss (sempre un mutante) che ha bisogno di essere affrontato e sconfitto per procedere oltre.
In questo titolo non sono ottenibili vite raggiungendo un determinato punteggio. La vita del personaggio giocante è rappresentata dai punti ferita visualizzati nell'angolo in basso a sinistra dell'interfaccia. Il giocatore comincia una partita con 3000 punti vita, i quali vengono aumentati raccogliendo le particelle energetiche che i nemici rilasciano una volta che sono uccisi. La salute diminuirà venendo scontrati con un mutante o colpiti dai suoi attacchi, oppure quando l'eroe stesso cammina sull'acqua. Se l'indicatore arriva a 0 la sessione finisce, a meno che non venga inserito un credito per continuarla.
Oltre alle suddette particelle, i nemici ogni tanto rilasciano dei power-up. Altri utili oggetti sono invece trovabili in delle stanze sotterranee sparse per il tragitto, accessibili dall'esterno distruggendo le rocce che fungono da ostacoli.

## Accoglienza
In Giappone, la rivista Game Machine elencò Extermination nel numero del 1º giugno 1987 come la quarta unità arcade di maggior successo del mese.